# NBC Tower
NBC Tower är en av skyskraporna i Chicago, Illinois. Den är 191 m hög och har 37 våningar. Skyskrapan hyser TV-bolaget NBC:s kontor, studior och den ägda och drivna station WMAQ-TV är baserade i byggnaden. Klockan 10 på kvällen den 1 oktober 1989 sände WMAQ-TV sin första nyhetssändning från den nya studion, med det dåvarande nyhetsteamet Ron Magers, Carol Marin, John Coleman och Mark Giangreco. Telemundo O&O WSNS-TV har också flyttat in i byggnaden efter att de köpts upp 2001 av NBC, medan NBC:s tidigare radiobolag, WKQX och WLUP-FM, fortsätter att driva studior i tornet.
Utformningen, av Adrian D. Smith från Skidmore, Owings & Merrill, är i art déco-stil. Den är inspirerad av 30 Rockefeller Plaza i New York City, som är NBC:s globala huvudkontor. Tornet förstärks ytterligare genom användningen av kalkstenspirer och försänkt tonat glas med granitband. Byggnaden tar ytterligare drag från det närliggande landmärket Tribune Tower med hjälp av flygande strävpelare. Ett 40 meter högt sändningstorn och spira toppar skyskrapan. WMAQ och WSNS har STL- och satellitfaciliteter på taket. STL:erna länkar till WMAQ och WSNS:s sändaranläggningar på toppen av Willis Tower. WMAQ radio/WSCR studios och STL fanns i byggnaden fram till 2006 då de flyttade till Two Prudential Plaza.
Beläget i Cityfront Plaza-området, innehåller byggnaden 79 000 m2 utrymme och tre våningar underjordiska parkeringsgarage med 261 platser. Ansluten till huvudtornet är en fyra våningars radio- och tv-sändningsanläggning där populära program som Judge Mathis och WSNS:s och WMAQ:s nyhetssändningar för närvarande (2023) spelas in och där den tidigare inspelningsanläggningen för Jerry Springer och The Steve Wilkos Show innan deras flytt till Stamford, Connecticut 2009. Det var också platsen för 1990-talets syndikerade improvisations- och sketchshow Kwik Witz, The Jenny Jones Show fram till dess avbokning 2003, och Steve Harvey fram till flytten till Los Angeles 2017.

## Hyresgäster
WMAQ/NBC, WSNS/Telemundo finns i byggnaden. Indiens generalkonsulat i Chicago ligger i Suite 850. Sydkoreas generalkonsulat i Chicago ligger i Suite 2700. Litauens generalkonsulat i Chicago ligger i Suite 800. CBS Media Ventures Chicago-filial ligger i Suite 2910.
- WMAQ-TV nyhetssändningar (1989–t.v.)
- WSNS-TV (2002–t.v.)
- WKQX (FM) (1989-2001; 2016–t.v.)
- WCKL (FM) (tidigare WLUP-FM) (2016–t.v.)
- WLS (AM) (2017–t.v.)
- WLS-FM (2017–t.v.)

Tornet var också Navistar Internationals världshögkvarter fram till 2000 då företaget tillkännagav planer på att flytta till västra förorten Lisle, Illinois.
Från tornets öppning till 2006 fanns också WMAQ/WSCR-radiostudior i byggnaden, men stationerna har flyttat ut.
I februari 2016 meddelade alternativstationen WKQX och den klassiska systerrockstationen WLUP-FM att de kommer att flytta från sin långvariga plats i Merchandise Mart till en ny studio i tornet. WKQX och WLUP-FM fungerade tillfälligt från de tidigare WLS-studiorna på 190 N. State St. Den 4 augusti 2016 slutfördes flytten av WKQX och WLUP-FM till tornet.

## Inspelade TV-program i NBC Tower
Förutom att hysa dessa enheter, var/är studiorna hem för följande shower:
- iVillage Live (2007)
- The Jenny Jones Show (1991–2003)
- The Jerry Springer Show (1991–)
- Judge Jeanine Pirro (2008–2011)
- Judge Mathis (1999–)
- Kwik Witz (1996–1999)
- Merv Griffin's Crosswords (2007–2008)
- Sports Action Team (2006–2007)
- The Steve Wilkos Show (2007–2009)
- Steve Harvey (2012–)

## Bilder

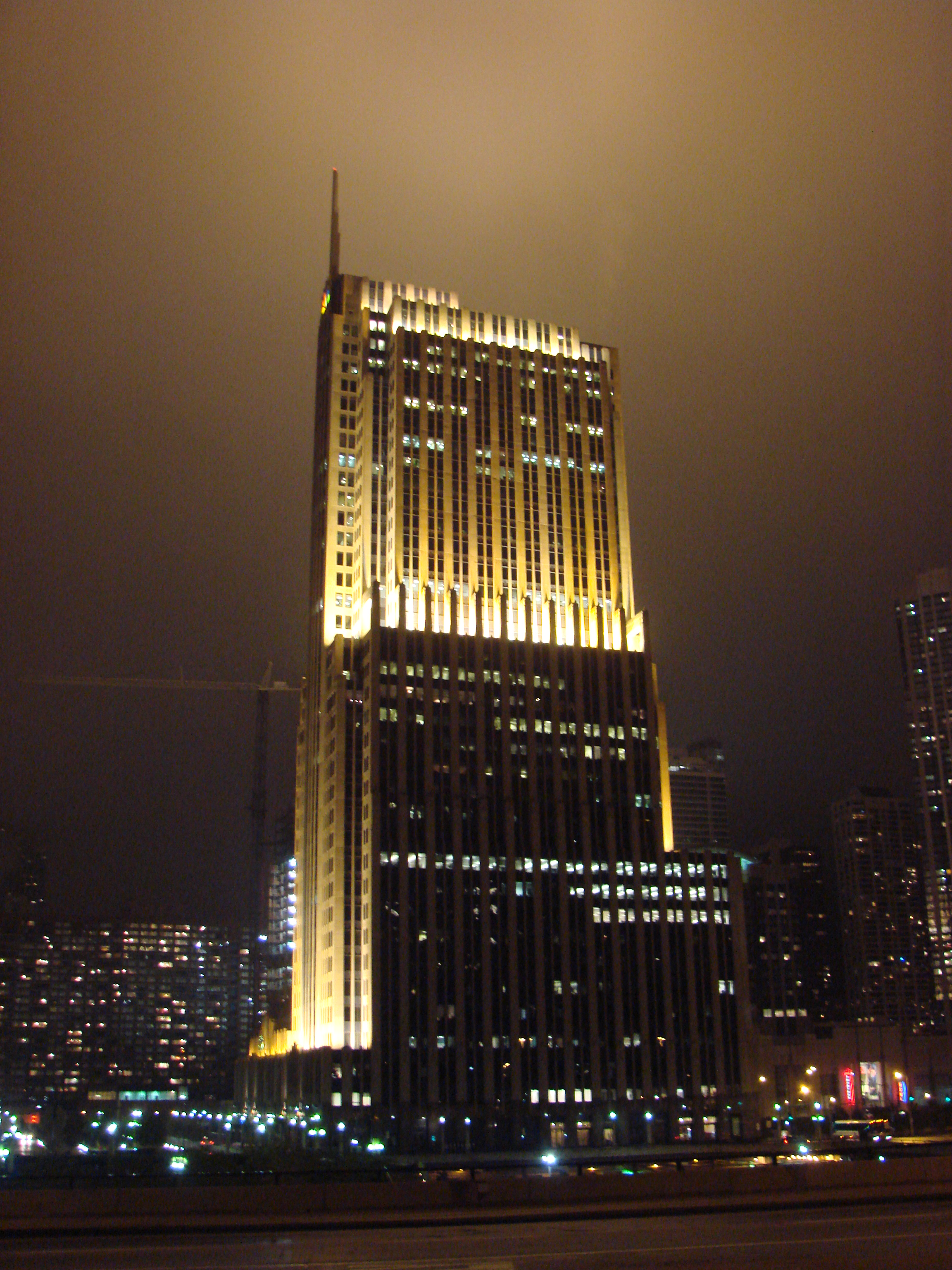
Norra sidan i kvällsbelysning
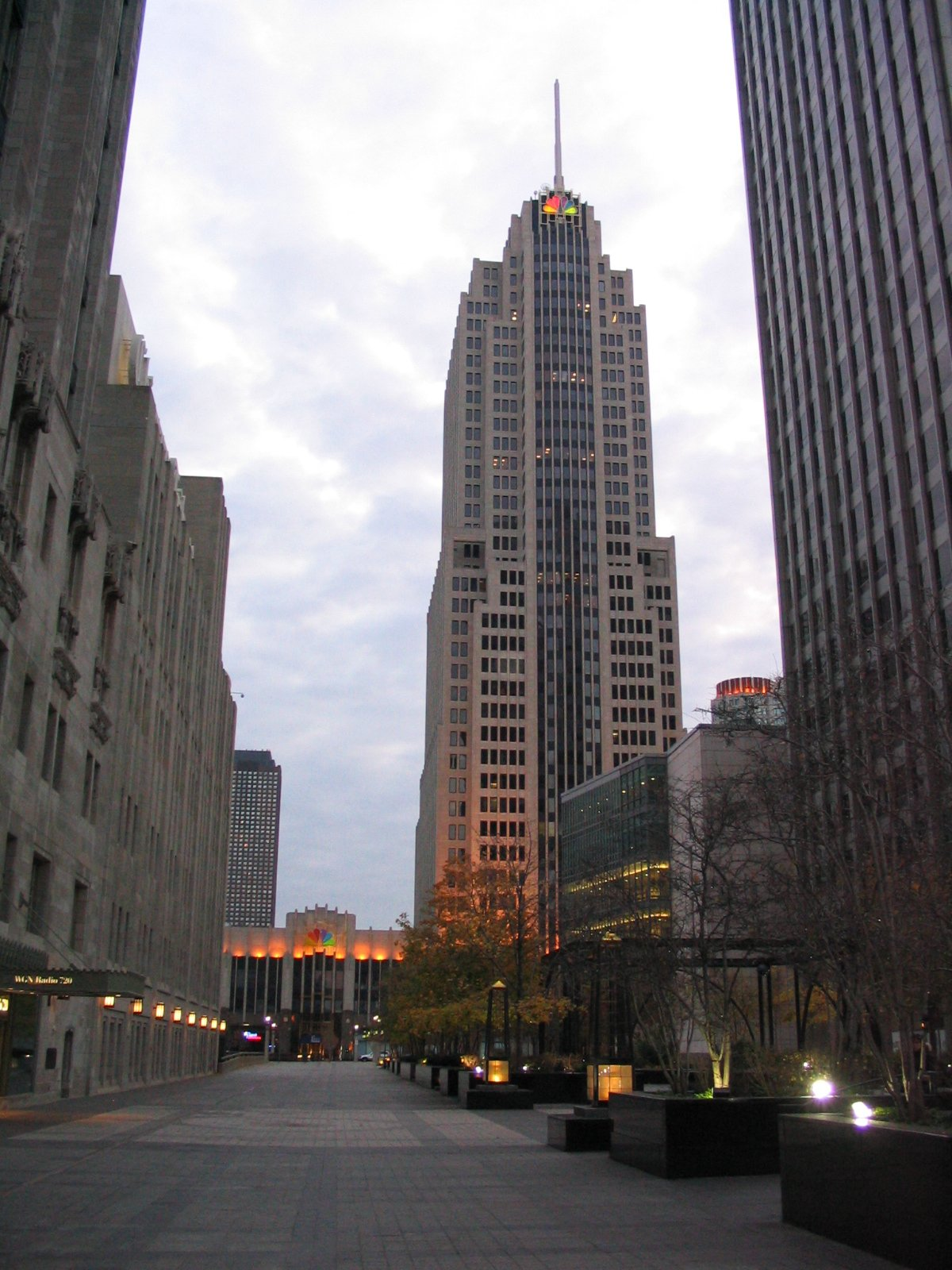
Fasad mot öster
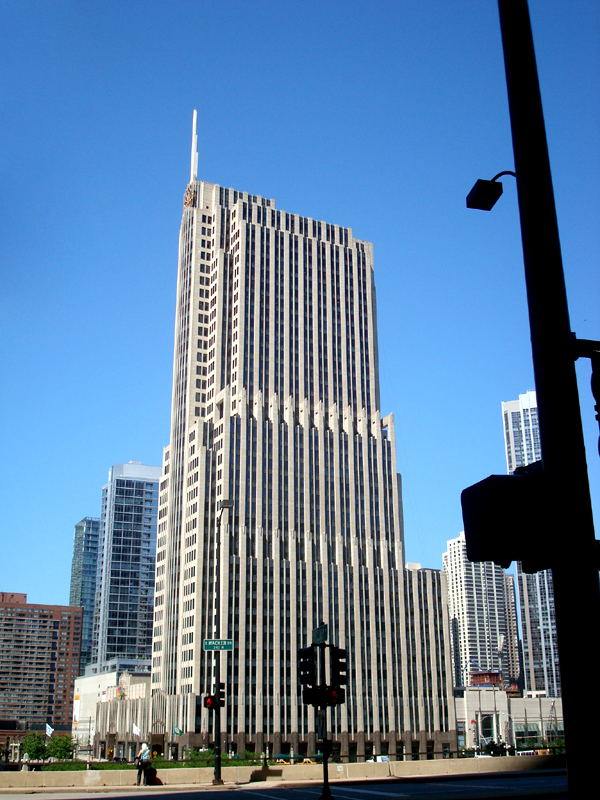
Fasad mot norr
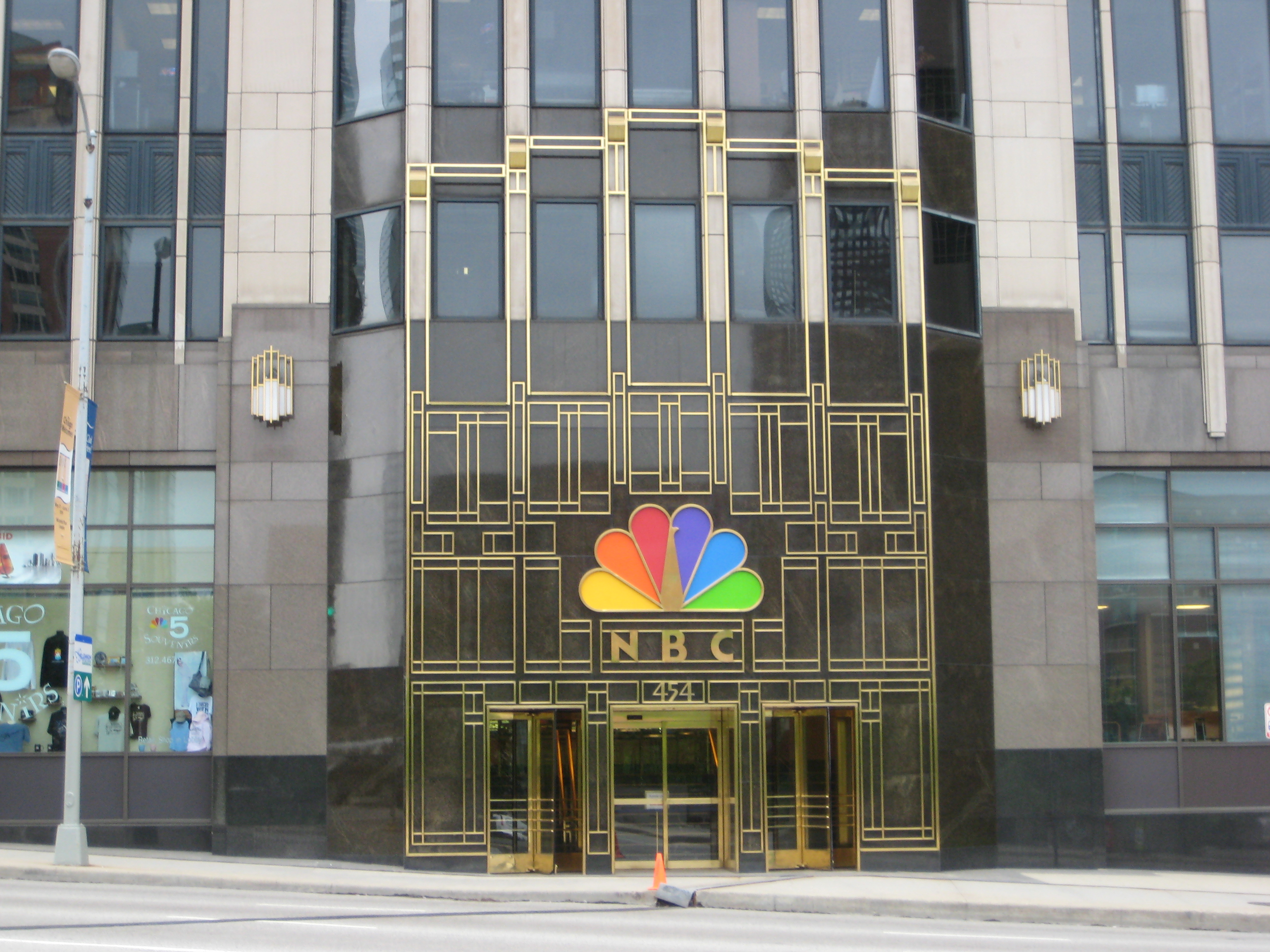
Entrén från Columbus Drive